# Tawfiq Barhum
Tawfīq Barhūm (in arabo توفيق برهوم‎?; in ebraico תאופיק ברהום‎?; Ein Rafa, 1990) è un attore palestinese con cittadinanza israeliana.

## Biografia
Nasce da una famiglia palestinese del '48 in un villaggio fuori Gerusalemme Ovest, da dove si allontana all'età di 16 anni per studiare in un liceo agrario nei pressi di Zikhron Ya'aqov. Il suo primo ruolo da attore è come parte del cast principale versione originale della serie TV Euphoria, interpretando poi a 24 anni il protagonista del film israeliano ʿAravim roqdim (2014), tratto dal romanzo autobiografico di un altro cittadino arabo di Israele, Sayed Kashua. Si è fatto notare a livello internazionale nel 2015, interpretando Mohammed Assaf, il vincitore gazawi del popolare concorso canoro Arab Idol, nel film palestinese The Idol: è stato paragonato per la sua presenza scenica dal Washington Post all'attore Adam Driver. In seguito, lascia Israele, apparendo esclusivamente in produzioni americane ed europee: per il film La cospirazione del Cairo (2022) è stato candidato al premio Guldbagge per il miglior attore, il maggior riconoscimento nel cinema svedese.

## Filmografia parziale

### Cinema
- ʿAravim roqdim, regia di Eran Riklis (2014)
- F is for Falling, episodio di The ABCs of Death 2, regia di Aharon Keshales e Navot Papushado (2014)
- The Idol (Yā ṭayr aṭ-ṭāʾir), regia di Hany Abu-Assad (2015)
- Maria Maddalena (Mary Magdalene), regia di Garth Davis (2018)
- The Rhythm Section, regia di Reed Morano (2020)
- La cospirazione del Cairo (Boy from Heaven), regia di Tarik Saleh (2022)
- Omen - L'origine del presagio (The First Omen), regia di Arkasha Stevenson (2024)
- Les Fantômes, regia di Jonathan Millet (2024)

### Televisione
- Oforia – serie TV, 10 episodi (2012-2013)
- Tyrant – serie TV, episodio 1x04 (2014)
- Dig – serie TV, episodio 1x01 (2015)
- The Looming Tower – miniserie TV, 6 puntate (2018)
- Baghdad Central – miniserie TV, 4 puntate (2020)
- Lettera al re (The Letter for the King) – serie TV, 5 episodi (2021)

## Premi e riconoscimenti
- Festival internazionale del cinema di Adalia
  - 2015 – Candidatura al miglior attore per The Idol
- Premio Guldbagge[5]
  - 2023 – Candidatura al miglior attore per La cospirazione del Cairo
- Premio Ophir
  - 2014 – Candidatura al miglior attore per ʿAravim roqdim

## Doppiatori italiani
Nelle versioni in italiano delle opere in cui ha recitato, Tawfiq Barhum è stato doppiato da:
- Emanuele Ruzza in The Idol, Omen - L'origine del presagio
- Alessandro Fattori in Baghdad Central
- Gianluca Musiu in Maria Maddalena
- Alessandro Campaiola in La cospirazione del Cairo